# Лорд-протектор
Лорд-протектор (англ. Lord Protector) — специфичный титул главы государства, использовавшийся в британском конституционном праве с двумя значениями в различные периоды истории:
- в Англии и Шотландии, в XIII — XVII веках — должность регента в период, когда монарх был малолетним или по другой причине не мог править самостоятельно;
- в Английской республике — должность главы государства.

## Титул регента королевства
Титул лорда-протектора изначально использовался членами королевской семьи или другими аристократами, исполнявшими обязанности индивидуального регента (то есть не просто члена совета регентства) в период, когда английский монарх был малолетним или по другой причине не мог править самостоятельно. 
Часто обладатели этого титула, пользуясь тем, что Великая хартия вольностей и традиции ограничивали только власть короля, нарушали законы и проводили свои мероприятия в обход парламента государства.

### Лорды-протекторы Англии
- Симон де Монфор, 6-й граф Лестер (1263—1265) — лорд-протектор во время, когда им был пленён Генрих III.
- Хамфри Ланкастерский, герцог Глостер (1422—1429) — регент Англии при малолетнем Генрихе VI во время Столетней войны (одновременно Джон Ланкастерский, герцог Бедфорд был регентом Франции).
- Ричард, герцог Йоркский (1454—1455, 1455—1456, 1460) объявлялся трижды лордом-протектором во время психической болезни того же Генриха VI (война Алой и Белой розы).
- Ричард, герцог Глостер (1483) — лорд-протектор при малолетнем Эдуарде V, вскоре сместивший племянника и объявленный королём под именем Ричарда III.
- Эдуард Сеймур, 1-й герцог Сомерсет (1547—1549) — регент Англии при малолетнем Эдуарде VI. Низложен в 1549 году, казнён в 1552. Хотя король оставался несовершеннолетним (умер в 15 лет), новые лорды-протекторы не назначались.

### Лорды-протекторы Шотландии
- Джон Стюарт, герцог Олбани (1514—1524) — регент Шотландии при малолетнем Якове V.
- Джеймс Гамильтон, граф Арран и герцог де Шательро (1543—1554) — регент Шотландии при малолетней (а затем и пребывавшей во Франции) Марии Стюарт.

## Протекторат Кромвеля
В период Протектората главой государства был Лорд-протектор Содружества Англии, Шотландии и Ирландии. Данный титул носил Оливер Кромвель (декабрь 1653 года — сентябрь 1658 года) и его сын Ричард Кромвель (сентябрь 1658 года — май 1659 года). 
Оливер Кромвель имел ряд прерогатив, свойственных прежде королям: он исполнял обязанности протектора пожизненно, имел титул высочества и приставку «Божьей милостью», назначал и смещал государственных чиновников, учреждал титулы лордов (которые республика не отменила), имел право назначить своего преемника, причём выбор пал на его старшего сына, Ричарда Кромвеля. 
Ричард Кромвель, не имевший политического опыта и способностей к государственному управлению, после девяти месяцев протекторства добровольно подал в отставку.
С этого времени титул «Лорд-протектор» в Великобритании не употреблялся ни в одном из двух значений и никаким действующим законом не предусмотрен. 
Будущий Георг IV, в 1811—1820 являвшийся регентом при больном отце Георге III, носил титул «Принц-регент».